# 三浦慎悟
三浦 慎悟（みうら しんご、1948年 - ）は、日本の哺乳類学者。学位は、理学博士（京都大学・論文博士・1983年）。早稲田大学名誉教授。元日本哺乳類学会会長、日本哺乳類学会理事。専門は生物学・動物行動生態学で、野生動物の生態や行動をフィールドワークで明らかにし、それらを保全と管理に役立てることをライフワークにしてきた。

## 人物
1948年東京都出身。東京農工大学農学部林学科卒、東京農工大学大学院農学研究科修了、1983年京都大学より理学博士の学位を取得、学位論文の題は「Social behavior and territoriality in male sika deer (Cervus nippon) during the rut in Nara Park, Japan(奈良公園における発情期のオスシカの社会行動とナワバリ)」。 兵庫医科大学生物学教室助手、農林水産省森林総合研究所鳥獣研究室長・森林動物科長・研究管理官、新潟大学農学部教授を経て早稲田大学人間科学学術院人間環境科学科教授。2019年定年退職。

## 著書
- 阿部永; 石井信夫; 伊藤徹魯; 金子之史; 前田喜四雄; 三浦慎悟; 米田政明 (2008), 自然環境研究センター, ed., 日本の哺乳類, 阿部永(監修) (改訂2版 ed.), 秦野市: 東海大学出版会, ISBN 9784486018025
- L.ハリソン・マチューズ=Matthews, L. Harrison (Leonard Harrison Matthews) [著] 朝日稔訳 (1977), 野生生物と人間, 紀伊国屋書店叢書生物・環境・人間
- 土肥昭夫; 岩本俊孝; 三浦慎悟; 池田啓 (1997), 哺乳類の生態学, 東京大学出版会, ISBN 4130601679
- 三浦慎悟 (1998), 高槻成紀; 粕谷俊雄編, eds., 社会 哺乳類の生物学, 4, 東京大学出版会, ISBN 4130642340
- 大泰司紀之; 三浦慎悟 (2008), 日本の哺乳類学, 東京大学出版会
- 三浦慎悟 (2012), 人里に現れるクマ, 金の星社, ISBN 9784323061610
- 羽山伸一; 三浦慎悟; 梶光一; 鈴木正嗣 (2012), 野生動物管理 : 理論と技術, 文永堂出版, ISBN 9784830032417
- 三浦慎悟 (2012), 植物を食べつくすシカ, 金の星, ISBN 9784323061627
- 三浦慎悟 (2012), 日本にすみつくアライグマ, 金の星社, ISBN 9784323061658
- 三浦慎悟 (2012), 畑をあらすイノシシやサル, 金の星社, ISBN 9784323061634

## 論文
- 国立情報学研究所収録論文 国立情報学研究所
- 三浦慎悟 (1989), “大台ケ原のシカと植物ーその現状と課題ー”, 関西自然保護機構会報 (関西自然保護機構) 17:  29-34, ISSN 09194657